# غوستافو توريخوس
غوستافو توريخوس (بالإسبانية: Gustavo Torrijos)‏ (مواليد 23 سبتمبر 1962) هو سبّاح إسباني، مثّل بلاده في الألعاب الأولمبية الصيفية 1980.

## روابط خارجية
غوستافو توريخوس على موقع الاتحاد الدولي للسباحة (الإنجليزية)
- غوستافو توريخوس على موقع أوليمبيديا (الإنجليزية)